# Vincent Fontano
Vincent Fontano est un acteur, auteur et metteur en scène de théâtre et de cinéma réunionnais.

## Biographie

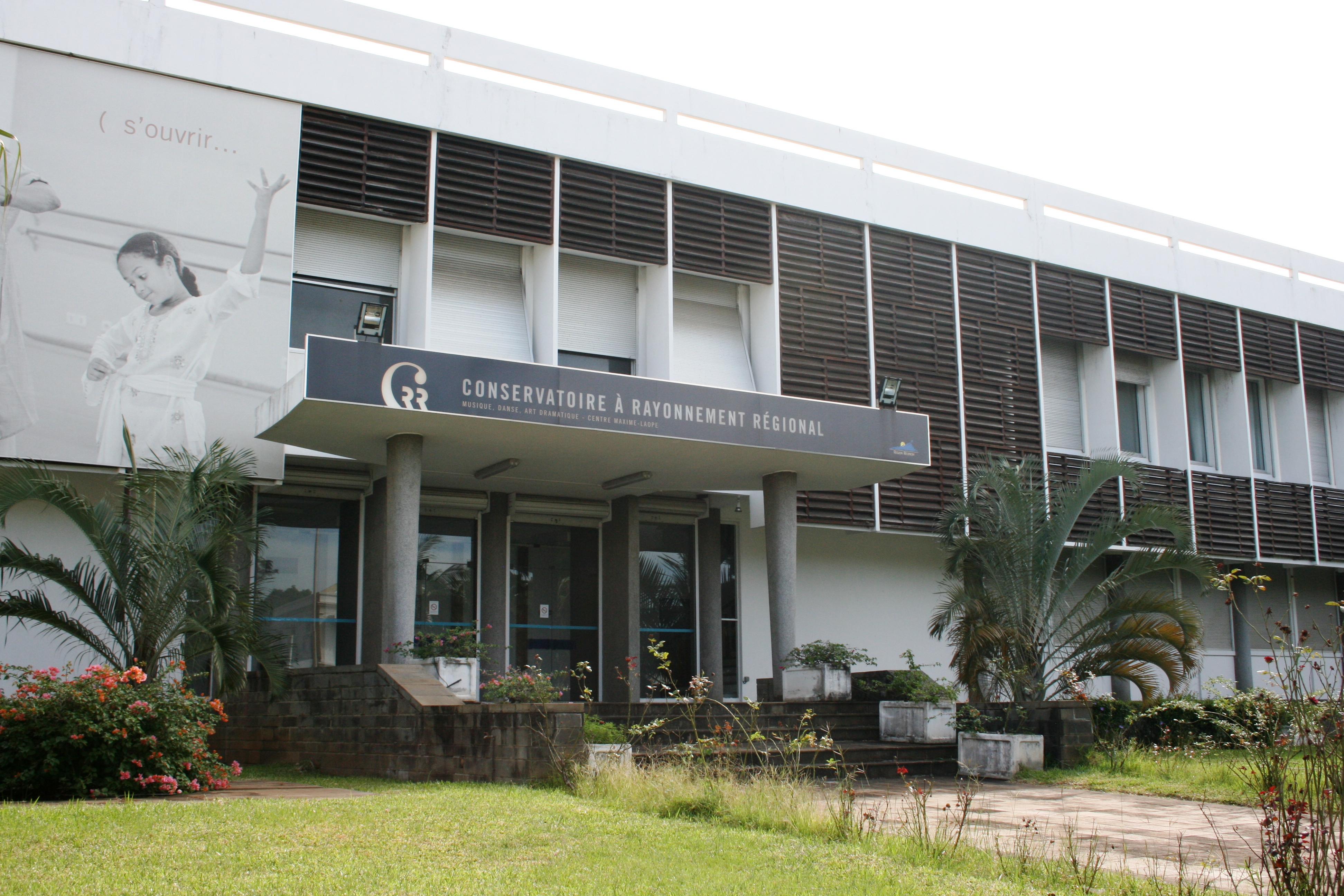
Le conservatoire de La Réunion

Vincent Fontano commence son parcours artistique par la création d'une compagnie de théâtre amateur en 2005 : la compagnie Kèr Béton. Il s'agit d'une démarche visant à mettre en lumière les créations théâtrales contemporaines réunionnaises. Il intègre le conservatoire de la Réunion en 2009. Il écrit et met en scène plusieurs pièces de théâtre autour de l'identité créole, souvent en langue créole, parfois en français. 
Pour subvenir à ses besoins durant ses études, il travaille la nuit comme portier : il tirera de cette expérience un scénario qu'il destinait à l'origine pour le théâtre mais qu'il portera à l'écran en 2019, Blaké, film plusieurs fois primé et décrit par Marilou Duponchel dans les Inrockuptibles comme « un envoûtant OVNI ».
En 2018, il devient artiste associé des Téat Réunion, théâtres du Conseil départemental de La Réunion. En 2020, en résidence artistique au conseil départemental de La Réunion, Vincent Fontano crée le parcours de visite des archives départementales intitulé « Des traces de nous ».  
En 2023, il remporte avec son nouveau court métrage, Sèt Lam, plusieurs prix sur le continent américain et en France au festival du court-métrage de Clermont-Ferrand.

### Activités publiques et engagements
Vincent Fontano est secrétaire général adjoint de la délégation réunionnaise du Conseil représentatif des Français d'outre-mer. À ce titre, il intervient en 2020 auprès du ministère des Outre-mer à propos des conséquences de la pandémie de Covid-19 sur le secteur culturel de l'île.

## Théâtre
- 2011 : Syien Zonn, compagnie Kèr Béton, La Réunion
- 2013 : Tanbour, la soumission, compagnie Kèr Béton et Théâtre les Bambous, La Réunion[11]
- 2015 : O bord de la Nuit, compagnie Kèr Béton, La Réunion puis tournée dans l'océan Indien
- 2016 : Galé, compagnie Kèr Béton et Théâtre les Bambous, La Réunion[12]
- 2018-2020 : Loin des hommes, compagnie Kèr Béton, La Réunion puis maison de la culture d'Amiens[13]
- 2021 : Après le feu, Téat La Réunion[14].

## Filmographie

### Cinéma
- 2019 : Blaké, court métrage, sélectionné aux César 2021 : scénario et réalisation[15]
- 2023 : Sèt Lam, court métrage Sélectionné aux César 2024

#### Acteur
- 2012 : Le Dernier Voyage d'Émile de Tibo Pinsard
- 2019 : La Petite Sirène
- 2019 : Blaké

### Vidéo
- 2020 : Maloya Valsé chok 1, clip pour Jako Maron[16]

## Distinctions

### Récompenses
- 2019 : Lauréat du Comité de lecture du Tarmac, pour Loin des hommes[17]
- 2020 : Grand Prix du court-métrage France Télévisions pour Blaké au Festival international du court métrage de Clermont-Ferrand[18],[19]
- 2020 : Grand Prix du Jury pour Blaké au 25ème festival international du film de Contis[20]
- 2023 : Prix de la meilleure fiction au festival international du court-métrage de Palm Springs, pour Sèt Lam
- 2023 : Golden Gate Award fiction au festival international du film de San Francisco, pour Sèt Lam
- 2023 : Mention spéciale compétition officielle au REGARD - Festival international du court-métrage au Saguenay, pour Sèt Lam[7]
- 2023 : Prix SACEM de la meilleure musique originale : Jako Maron au festival du court-métrage de Clermont-Ferrand, pour Sèt Lam[8].

### Sélections
- 2021 : sélection aux César 2021, catégorie court métrage pour Blaké[21]

2024 : sélection aux César 2024, catégorie court métrage de fiction, pour Set Lam